# Karel Sklenář
Karel Sklenář (ur. 8 lipca 1938 w Pradze) – czeski archeolog.
Jest absolwentem praskiego Uniwersytetu Karola, gdzie w latach 1956–1961 studiował archeologię.
W 1963 r. został zatrudniony w Muzeum Okręgowym w Mělníku; w 1965 r. w Muzeum Narodowym (dział prehistorii i protohistorii). W latach 1990–1997 był dyrektorem Muzeum Historycznego Muzeum Narodowego.
W latach 1968–1981 wykładał muzeologię na Wydziale Filozoficznym Uniwersytetu Karola. Na tymże wydziale wykłada ponownie od 2002 r.
W latach 1990–1997 redagował Sborník národního muzea, A – Historie. Jego dorobek obejmuje szereg opracowań fachowych i publikacji popularnonaukowych na temat archeologii czeskiej i europejskiej, a także jej historii. Wiele z nich ukazało się także za granicą.

## Publikacje (wybór)
- Učenci a pohané, Praha 1974
- Slepé uličky archeologie, Praha 1977
- Objevitelé zlatého věku, Praha 1979
- Od pěstního klínu k Přemyslovské radlici, Praha 1981
- Za jeskynním člověkem, Praha 1984
- Z Čech do Pompejí, Praha 1989
- Archeologický slovník (1. Kamenné artefakty (z J. Hartlem), Praha 1989; 2. Kovové artefakty, Praha 1992; 3. Keramika a sklo, Praha 1998; 4. Kostěné artefakty, Praha 2000)
- Hromové klíny a hrnce trpaslíků. Z pokladnice české folklórní archeologie. Praha 1999
- Encyklopedie pravěku v Čechách, na Moravě a ve Slezsku, Praha 2002 (z Zuzaną Sklenářovą i Miloslavem Slabiną)
- Bohové, hroby a učitelé. Cesty českých spisovatelů do pravěku. Praha 2003.
- Biografický slovník českých, moravských a slezských archeologů, Praha 2005